# Havana Club

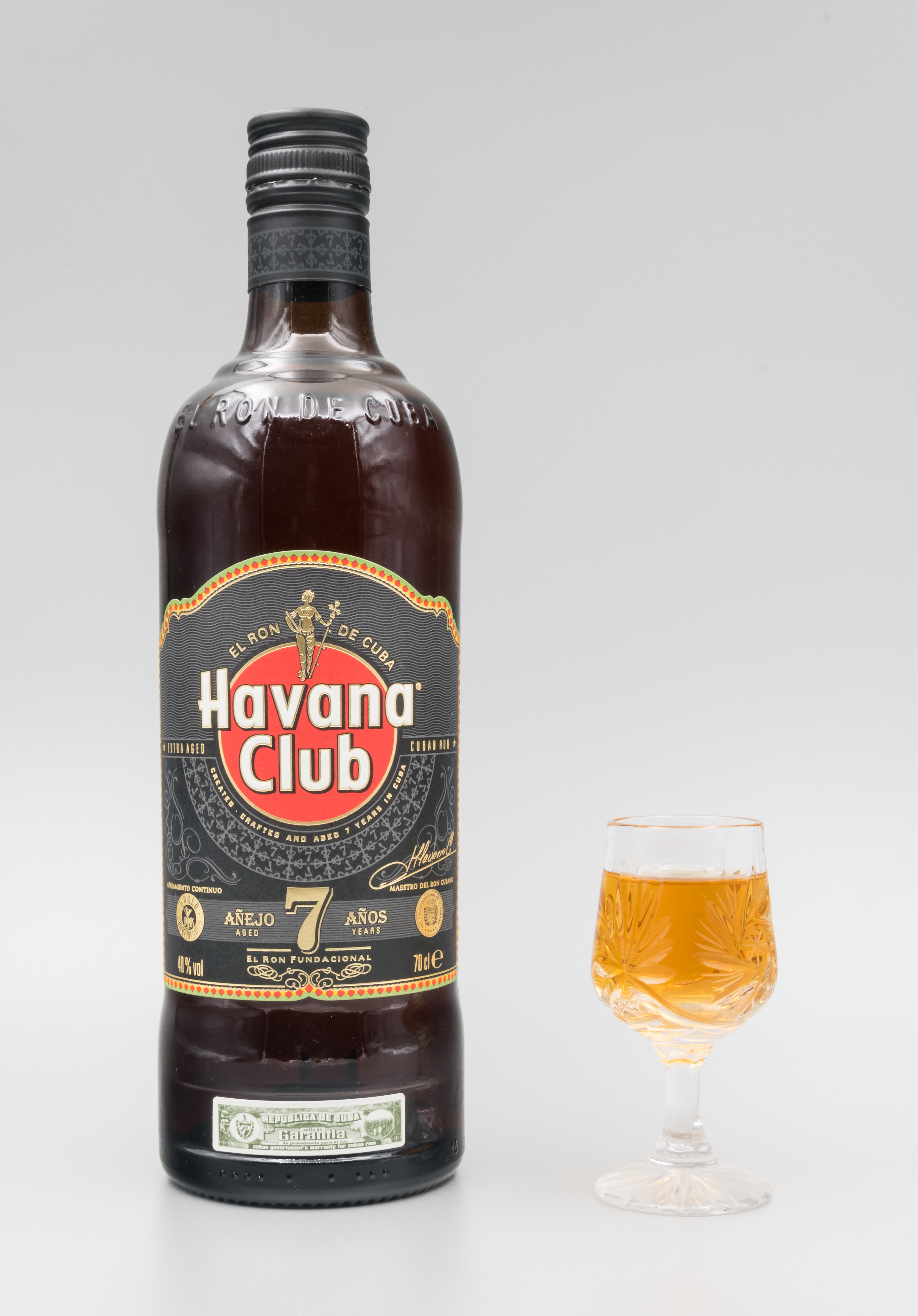
Havana Club Añejo 7 Años

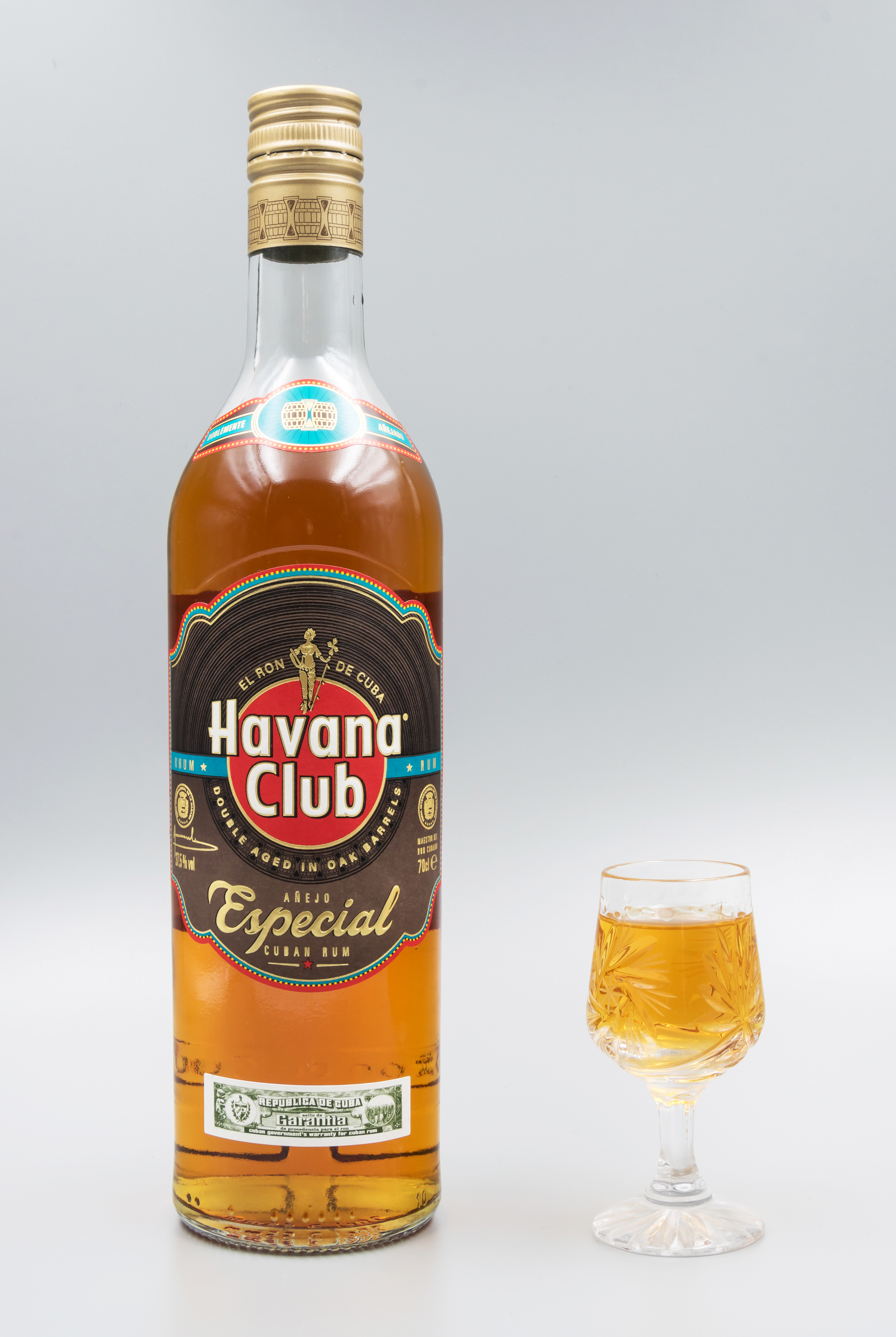
Havana Club Añejo Especial

Havana Club – marka rumu, która powstała na Kubie w 1934 roku, obecnie jest jedną z najlepiej sprzedających się marek rumów na świecie. Produkowana w destylarni w Cardenas na Kubie przez rodzinną kompanię Jose Arechabala S.A., marka została znacjonalizowana po kubańskiej rewolucji w 1959 roku. Od 1994 roku Havana Club jest sprzedawana przez koncern alkoholowy Pernod Ricard i rząd Kuby w ramach joint venture, w podziale 50:50.
W USA pod nazwą Havana Club sprzedawany jest inny rum; marka ta jest własnością Bacardi. Spór sądowy o prawa do nazwy marki w Stanach trwa już od kilku lat.

## Historia
W 1878 roku rodzina Arechabala założyła destylarnię w Cardenas na Kubie. W późniejszym czasie zmieniła nazwę na Jose Arechabala S.A. Firma ta stworzyła markę Havana Club w 1934, sprzedając rum o tej nazwie zarówno na Kubie, jak i w Stanach Zjednoczonych. Firma została znacjonalizowana przez rząd Castro w 1960 roku. Po tym wydarzeniu rodzina Arechabali opuściła wyspę, udając się do Hiszpanii i Stanów Zjednoczonych.
W 1972 roku kubański rząd rozpoczął sprzedaż rumu Havana Club za granicę, głównie koncentrując się na Związku Radzieckim i Europie Wschodniej. Rząd wybrał tę markę, ponieważ (inaczej niż rodzina Bacardi) rodzina Arechabala nie rozwinęła produkcji poza wyspą i nie mogła sprzedawać swoich konkurencyjnych produktów w innych krajach. 
Rząd kubański określił Havanę Club mianem narodowego klejnotu. W 1977 roku produkcja została przeniesiona do nowej lokalizacji – Santa Cruz del Norte.
Od 1994 roku produkcja na Kubie i globalny marketing (wykluczając USA) kontynuowane są w ramach joint venture między Pernod Ricard a Corporation Cuba Ron w podziale 50/50
Havana Club jest bazą popularnych drinków, takich jak mojito, daiquiri czy cuba libre. Klasycznie rum ten może być też spożywany bez dodatków lub z dodatkiem kostek lodu. W połączeniu z wodą daje napój zwany grogiem. 

## Warianty Havana Club
- Añejo Blanco
- Añejo Especial
- Añejo Reserva
- Añejo 3 Años
- Añejo 7 Años
- Añejo 15 Años
- Cuban Barrel Proof
- Maximo Ron Extra Aňejo